# اولین وراتسو
اولین وراتسو (به انگلیسی: Evelyn Verrasztó) (زادهٔ ۱۷ ژوئیهٔ ۱۹۸۹) شناگر اهل مجارستان است.